# Vlakke Berg
De Vlakke Berg is een heuvel in de gemeente Utrechtse Heuvelrug in de Nederlandse provincie Utrecht. De heuvel ligt ten noorden van Amerongen en maakt deel uit van de stuwwal Utrechtse Heuvelrug. In het zuidoosten ligt de Amerongse Berg, in het zuiden de Hazenberg en in het westen ligt de Zuilensteinse Berg.
De heuvel is ongeveer 65,7 meter hoog.

## Fotogalerij

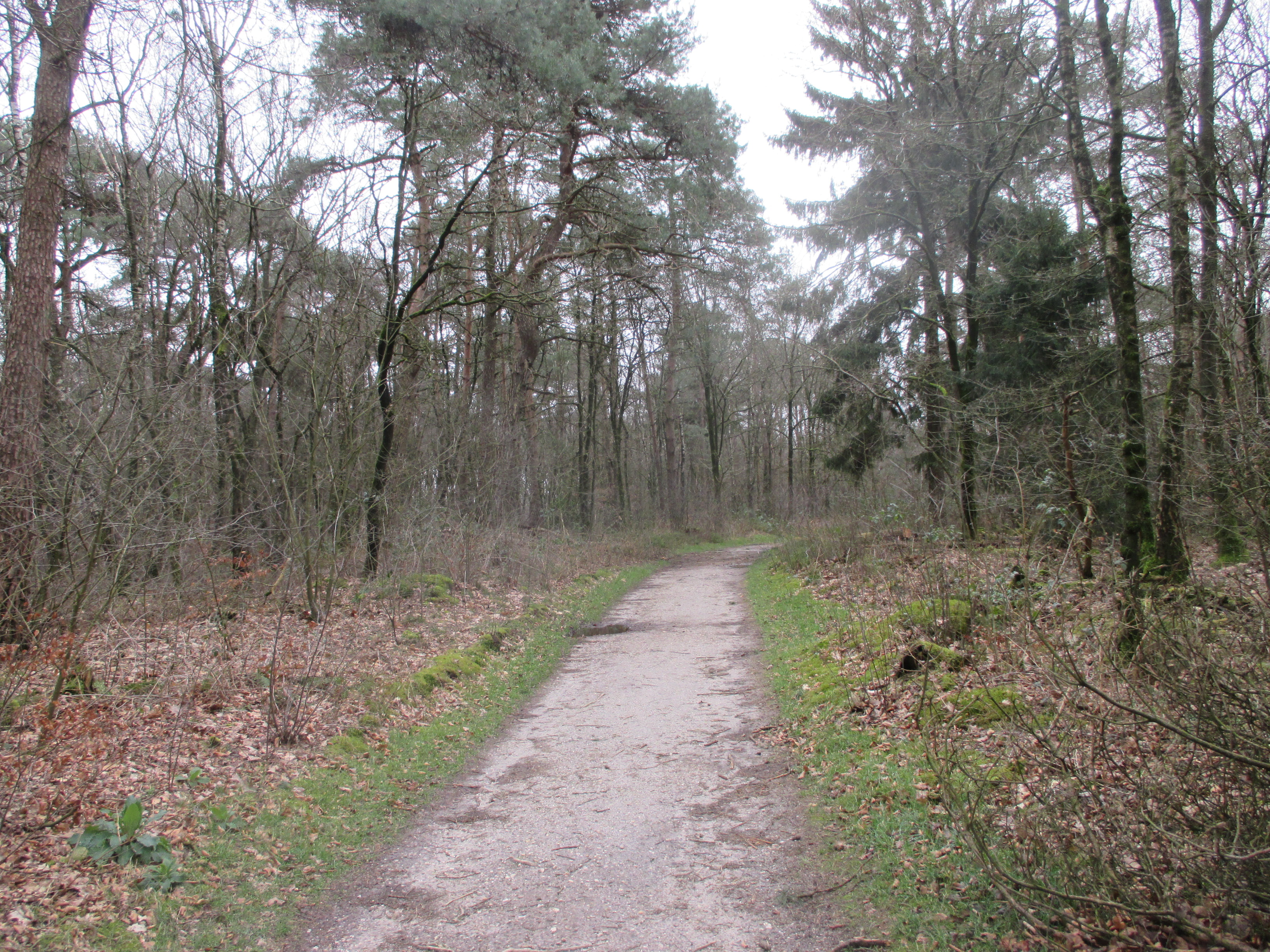
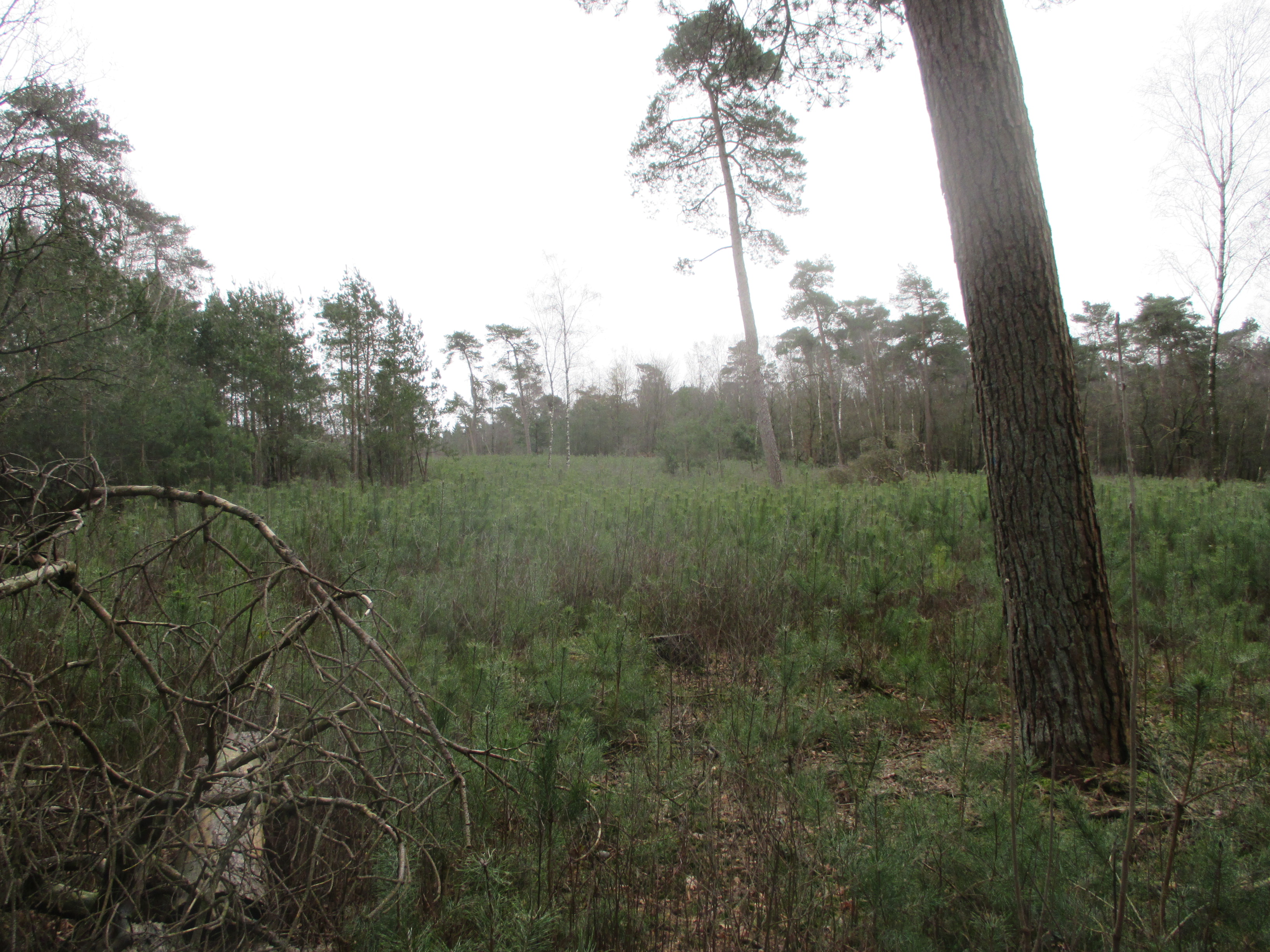
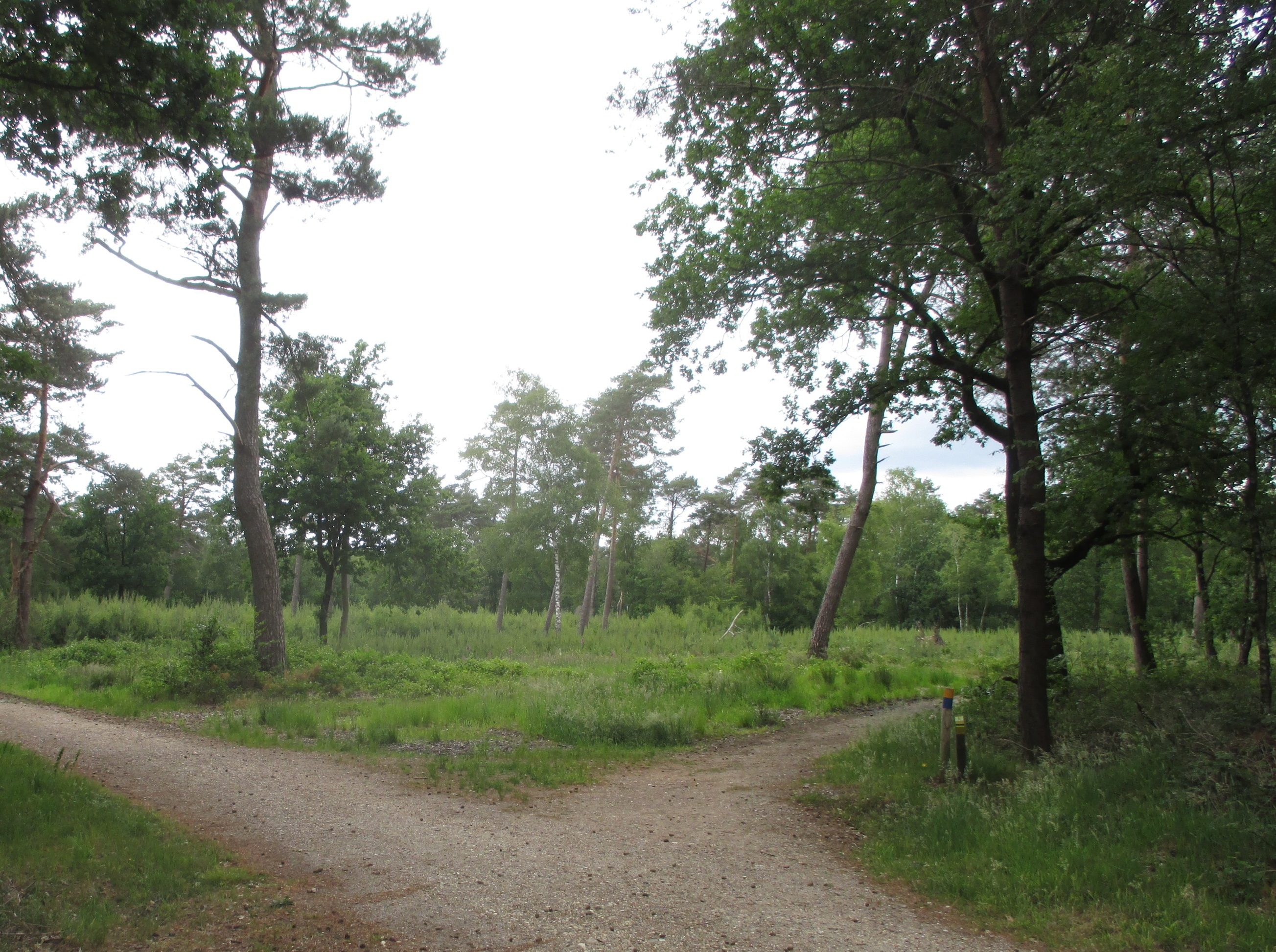
Splitsing nabij de top